# Canada op de Paralympische Winterspelen 2018
Canada was een van de landen die deelnam aan de Paralympische Winterspelen 2018 in Pyeongchang, Zuid-Korea.

## Medailleoverzicht
| Sport           | Paralympiër                           | Onderdeel                                    | Medaille |
| --------------- | ------------------------------------- | -------------------------------------------- | -------- |
| Alpineskiën     | Mollie Jespen                         | Supercombinatie, staand (v)                  | Goud     |
| Alpineskiën     | Mac Marcoux Gids: Jack Leitch         | Afdaling, visueel beperkt (m)                | Goud     |
| Alpineskiën     | Kurt Oatway                           | Super G, zittend (m)                         | Goud     |
| Biatlon         | Mark Arendz                           | 15 km, staand (m)                            | Goud     |
| Langlaufen      | Brian McKeever Gids: Russell Kennedy  | 1.5 km klassieke sprint, visueel beperkt (m) | Goud     |
| Langlaufen      | Brian McKeever Gids: Graham Nishikawa | 10 km klassiek, visueel beperkt (m)          | Goud     |
| Langlaufen      | Brian McKeever Gids: Graham Nishikawa | 20 km vrij, visueel beperkt (m)              | Goud     |
| Langlaufen      | Natalie Wilkie                        | 7.5 km klassiek, staand (v)                  | Goud     |
|                 |                                       |                                              |          |
| Alpineskiën     | Mollie Jespen                         | Slalom, staand (v)                           | Zilver   |
| Biatlon         | Mark Arendz                           | 7.5 km, staand (m)                           | Zilver   |
| Langlaufen      | Team                                  | 4 x 2.5 km, estafette gemengd                | Zilver   |
| Sledgehockey    | Team                                  | Team, gemengd                                | Zilver   |
|                 |                                       |                                              |          |
| Alpineskiën     | Alexis Guimond                        | Reuzenslalom, staand (m)                     | Brons    |
| Alpineskiën     | Mollie Jespen                         | Afdaling, staand (v)                         | Brons    |
| Alpineskiën     | Mollie Jespen                         | Reuzenslalom, staand (v)                     | Brons    |
| Alpineskiën     | Mac Marcoux Gids: Jack Leitch         | Reuzenslalom, visueel beperkt (m)            | Brons    |
| Alpineskiën     | Alana Ramsay                          | Super G, staand (v)                          | Brons    |
| Alpineskiën     | Alana Ramsay                          | Supercombinatie, staand (v)                  | Brons    |
| Biatlon         | Mark Arendz                           | 12.5 km, staand (m)                          | Brons    |
| Biatlon         | Collin Cameron                        | 7.5 km, zittend (m)                          | Brons    |
| Biatlon         | Collin Cameron                        | 15 km, zittend (m)                           | Brons    |
| Biatlon         | Brittany Hudak                        | 12.5 km, staand (v)                          | Brons    |
| Langlaufen      | Mark Arendz                           | 1.5 km klassieke sprint, staand (m)          | Brons    |
| Langlaufen      | Mark Arendz                           | 10 km klassiek, staand (m)                   | Brons    |
| Langlaufen      | Natalie Wilkie                        | 1.5 km klassieke sprint, staand (v)          | Brons    |
| Langlaufen      | Emily Young                           | 7.5 km klassiek, staand (v)                  | Brons    |
| Langlaufen      | Team                                  | 4 x 2.5 km, estafette open                   | Brons    |
| Rolstoelcurling | Team                                  | Team, gemengd                                | Brons    |

## Deelnemers en resultaten
(m) = mannen, (v) = vrouwen 

### Alpineskiën
| Paralympiër                   | Onderdeel                            | Resultaat | Prestatie      |
| ----------------------------- | ------------------------------------ | --------- | -------------- |
| Alexis Cairns                 | Reuzenslalom, zittend (m)            | 14e       | 2:23.52        |
| Alexis Cairns                 | Slalom, zittend (m)                  | 10e       | 1:56.94        |
| Alexis Guimond                | Afdaling, staand (m)                 | 4e        | 1:27.09        |
| Alexis Guimond                | Super G, staand (m)                  | 4e        | 1:28.01        |
| Alexis Guimond                | Reuzenslalom, staand (m)             | Brons     | 2:13.67        |
| Alexis Guimond                | Slalom, staand (m)                   | DNF       | Niet gefinisht |
| Braydon Luscombe              | Afdaling, staand (m)                 | DNF       | Niet gefinisht |
| Braydon Luscombe              | Super G, staand (m)                  | 8e        | 1:29.39        |
| Braydon Luscombe              | Supercombinatie, staand (m)          | DNF       | Niet gefinisht |
| Braydon Luscombe              | Reuzenslalom, staand (m)             | DNS       | Niet gestart   |
| Braydon Luscombe              | Slalom, staand (m)                   | DNF       | Niet gefinisht |
| Mac Marcoux Gids: Jack Leitch | Afdaling, visueel beperkt (m)        | Goud      | 1:23.93        |
| Mac Marcoux Gids: Jack Leitch | Super G, visueel beperkt (m)         | DNF       | Niet gefinisht |
| Mac Marcoux Gids: Jack Leitch | Supercombinatie, visueel beperkt (m) | DNF       | Niet gefinisht |
| Mac Marcoux Gids: Jack Leitch | Reuzenslalom, visueel beperkt (m)    | Brons     | 2:17.51        |
| Mac Marcoux Gids: Jack Leitch | Slalom, visueel beperkt (m)          | 4e        | 1:38.39        |
| Kurt Oatway                   | Afdaling, zittend (m)                | 8e        | 1:27.50        |
| Kurt Oatway                   | Super G, zittend (m)                 | Goud      | 1:25.83        |
| Kurt Oatway                   | Supercombinatie, zittend (m)         | DNF       | Niet gefinisht |
| Kurt Oatway                   | Reuzenslalom, zittend (m)            | 12e       | 2:22.41        |
| Kurt Oatway                   | Slalom, zittend (m)                  | DNF       | Niet gefinisht |
| Kirk Schornstein              | Afdaling, staand (m)                 | 6e        | 1:28.53        |
| Kirk Schornstein              | Super G, staand (m)                  | 7e        | 1:29.28        |
| Kirk Schornstein              | Supercombinatie, staand (m)          | 9e        | 2:18.66        |
| Kirk Schornstein              | Reuzenslalom, staand (m)             | 13e       | 2:21.24        |
| Kirk Schornstein              | Slalom, staand (m)                   | DNF       | Niet gefinisht |
|                               |                                      |           |                |
| Mollie Jespen                 | Afdaling, staand (v)                 | Brons     | 1:34.60        |
| Mollie Jespen                 | Super G, staand (v)                  | 4e        | 1:36.22        |
| Mollie Jespen                 | Supercombinatie, staand (v)          | Goud      | 2:32.70        |
| Mollie Jespen                 | Reuzenslalom, staand (v)             | Brons     | 2:25.72        |
| Mollie Jespen                 | Slalom, staand (v)                   | Zilver    | 1:59.49        |
| Erin Latimer                  | Afdaling, staand (v)                 | 6e        | 1:38.87        |
| Erin Latimer                  | Super G, staand (v)                  | 9e        | 1:43.13        |
| Erin Latimer                  | Supercombinatie, staand (v)          | 7e        | 2:43.32        |
| Erin Latimer                  | Reuzenslalom, staand (v)             | 12e       | 2:42.11        |
| Erin Latimer                  | Slalom, staand (v)                   | 10e       | 2:15.61        |
| Mel Pemble                    | Afdaling, staand (v)                 | 9e        | 1:42.22        |
| Mel Pemble                    | Super G, staand (v)                  | 11e       | 1:44.63        |
| Mel Pemble                    | Supercombinatie, staand (v)          | 9e        | 2:50.13        |
| Mel Pemble                    | Reuzenslalom, staand (v)             | 11e       | 2:41.36        |
| Mel Pemble                    | Slalom, staand (v)                   | DNF       | Niet gefinisht |
| Alana Ramsay                  | Afdaling, staand (v)                 | 4e        | 1:35.21        |
| Alana Ramsay                  | Super G, staand (v)                  | Brons     | 1:35:20        |
| Alana Ramsay                  | Supercombinatie, staand (v)          | Brons     | 2:36.08        |
| Alana Ramsay                  | Reuzenslalom, staand (v)             | 4e        | 2:29.26        |
| Alana Ramsay                  | Slalom, staand (v)                   | 6e        | 2:03.56        |
| Frederique Turgeon            | Afdaling, staand (v)                 | DNF       | Niet gefinisht |
| Frederique Turgeon            | Super G, staand (v)                  | DNF       | Niet gefinisht |
| Frederique Turgeon            | Supercombinatie, staand (v)          | DNF       | Niet gefinisht |
| Frederique Turgeon            | Reuzenslalom, staand (v)             | 9e        | 2:36.94        |
| Frederique Turgeon            | Slalom, staand (v)                   | DNF       | Niet gefinisht |

### Biatlon
| Paralympiër       | Onderdeel            | Resultaat | Prestatie |
| ----------------- | -------------------- | --------- | --------- |
| Mark Arendz       | 7.5 km, staand (m)   | Zilver    | 18:25.9   |
| Mark Arendz       | 12.5 km, staand (m)  | Brons     | 35:54.7   |
| Mark Arendz       | 15 km, staand (m)    | Goud      | 42:52.2   |
| Collin Cameron    | 7.5 km, zittend (m)  | Brons     | 23:59.0   |
| Collin Cameron    | 15 km, zittend (m)   | Brons     | 50:59.1   |
| Derek Zaplotinsky | 7.5 km, zittend (m)  | 9e        | 25:17.8   |
| Derek Zaplotinsky | 12.5 km, zittend (m) | 53:55.4   |           |
|                   |                      |           |           |
| Brittany Hudak    | 6 km, staand (v)     | 8e        | 19:22.6   |
| Brittany Hudak    | 10 km, staand (v)    | 5e        | 39:42.0   |
| Brittany Hudak    | 12.5 km, staand (v)  | Brons     | 41:20.7   |
| Emily Young       | 6 km, staand (v)     | 7e        | 19:08.2   |
| Emily Young       | 12.5 km, staand (v)  | 7e        | 43:18.5   |

### Langlaufen
| Paralympiër                                                                         | Onderdeel                                    | Resultaat | Prestatie |
| ----------------------------------------------------------------------------------- | -------------------------------------------- | --------- | --------- |
| Mark Arendz                                                                         | 1.5 km klassieke sprint, staand (m)          | Brons     | 3:39.0    |
| Mark Arendz                                                                         | 10 km klassiek, staand (m)                   | Brons     | 24:27.1   |
| Yves Bourque                                                                        | 1.1 km sprint, zittend (m)                   | 29e       | 3:47.9    |
| Yves Bourque                                                                        | 7.5 km, zittend (m)                          | 31e       | 30:44.5   |
| Yves Bourque                                                                        | 15 km, zittend (m)                           | 25e       | 52:31.7   |
| Collin Cameron                                                                      | 1.1 km sprint, zittend (m)                   | 4e        | 3:01.6    |
| Collin Cameron                                                                      | 15 km, zittend (m)                           | 5e        | 43:40.9   |
| Sebastien Fortier                                                                   | 1.1 km sprint, zittend (m)                   | 17e       | 3:20.7    |
| Sebastien Fortier                                                                   | 7.5 km, zittend (m)                          | 16e       | 25:40.5   |
| Sebastien Fortier                                                                   | 15 km, zittend (m)                           | 18e       | 46:26.0   |
| Ethan Hess                                                                          | 1.1 km sprint, zittend (m)                   | 27e       | 3:44.5    |
| Ethan Hess                                                                          | 7.5 km, zittend (m)                          | 28e       | 28:51.0   |
| Ethan Hess                                                                          | 15 km, zittend (m)                           | 24e       | 52:14.6   |
| Chris Klebl                                                                         | 1.1 km sprint, zittend (m)                   | 11e       | 3:13.9    |
| Chris Klebl                                                                         | 7.5 km, zittend (m)                          | 6e        | 23:25.5   |
| Chris Klebl                                                                         | 15 km, zittend (m)                           | 8e        | 43:54.0   |
| Brian McKeever Gids: Russell Kennedy                                                | 1.5 km klassieke sprint, visueel beperkt (m) | Goud      | 3:33.8    |
| Brian McKeever Gids: Graham Nishikawa                                               | 10 km klassiek, visueel beperkt (m)          | Goud      | 23:17.8   |
| Brian McKeever Gids: Graham Nishikawa                                               | 20 km vrij, visueel beperkt (m)              | Goud      | 46:02.4   |
| Derek Zaplotinsky                                                                   | 1.1 km sprint, zittend (m)                   | 12e       | 3:14.7    |
| Derek Zaplotinsky                                                                   | 7.5 km, zittend (m)                          | 15e       | 25:23.2   |
| Derek Zaplotinsky                                                                   | 15 km, zittend (m)                           | 9e        | 44:03.7   |
|                                                                                     |                                              |           |           |
| Brittany Hudak                                                                      | 1.5 km klassieke sprint, staand (v)          | 6e        | 4:32.3    |
| Brittany Hudak                                                                      | 7.5 km klassiek, staand (v)                  | 8e        | 23:49.6   |
| Cindy Ouellet                                                                       | 1.1 km sprint, zittend (v)                   | 17e       | 4:11.6    |
| Cindy Ouellet                                                                       | 5 km, zittend (v)                            | 17e       | 20:46.6   |
| Cindy Ouellet                                                                       | 12 km, zittend (v)                           | 18e       | 49:24.7   |
| Natalie Wilkie                                                                      | 1.5 km klassieke sprint, staand (v)          | Brons     | 4:25.6    |
| Natalie Wilkie                                                                      | 7.5 km klassiek, staand (v)                  | Goud      | 22:12.2   |
| Natalie Wilkie                                                                      | 15 km vrij, staand (v)                       | 6e        | 52:12.9   |
| Emily Young                                                                         | 1.5 km klassieke sprint, staand (v)          | 4e        | 4:28.3    |
| Emily Young                                                                         | 7.5 km klassiek, staand (v)                  | Brons     | 22:13.9   |
| Emily Young                                                                         | 15 km vrij, staand (v)                       | 5e        | 51:51.4   |
|                                                                                     |                                              |           |           |
| Mark Arendz Chris Klebl Natalie Wilkie Emily Young                                  | 4 x 2.5 km, estafette gemengd                | Zilver    | 25:21.9   |
| Brian McKeever Gids: Graham Nishikawa Brian McKeever Russell Kennedy Collin Cameron | 4 x 2.5 km, estafette open                   | Brons     | 23:52.4   |

### Rolstoelcurling
| Paralympiër                                                        | Onderdeel     | Resultaat | Prestatie |
| ------------------------------------------------------------------ | ------------- | --------- | --- |
| Jamie Anseeuw Ina Forrest Mark Ideson Dennis Thiessen Marie Wright | Team, gemengd | Brons     | Groepsfase (2e) SUI - CAN: 0 - 8 CAN - NOR: 10 - 1 CAN - SWE: 8 - 4 KOR - CAN: 7 - 5 GBR - CAN: 8 - 1 CAN - USA: 6 - 5 CHN - CAN: 5 - 8 SVK - CAN: 5 - 9 CAN - NPA: 5 - 4 CAN - GER: 6 - 2 CAN - FIN: 8 - 4 Halve finale CHN - CAN: 4 - 3 Bronzen finale KOR - CAN: 3 - 5 |

### Sledgehockey
| Paralympiër | Onderdeel     | Resultaat | Prestatie |
| --- | ------------- | --------- | --- |
| Rob Armstrong Steve Arsenault Brad Bowden Billy Bridges Dom Cozzolino Ben Delaney Adam Dixon James Dunn James Gemmel Tyrone Henry Liam Hickey Dominic Larocque Tyler McGregor Bryan Sholomicki Corbyn Smith Corbin Watson Greg Westlake | Team, gemengd | Zilver    | Groep A (1e) CAN - SWE: 17 - 0 CAN - ITA: 10 - 0 CAN - NOR: 8 - 0 Halve finale CAN - KOR: 7 - 0 Finale CAN - USA: 1 - 2 |

### Snowboarden
| Paralympiër    | Onderdeel                  | Resultaat | Prestatie |
| -------------- | -------------------------- | --------- | --------- |
| Andrew Genge   | Snowboardcross, SB-UL (m)  | 13e       | 1:05.74   |
| Andrew Genge   | Slalom, SB-UL (m)          | 17e       | 0:58.63   |
| John Leslie    | Snowboardcross, SB-LL2 (m) | 7e        | 1:00.90   |
| John Leslie    | Slalom, SB-LL2 (m)         | 8e        | 0:52.53   |
| Colton Liddle  | Snowboardcross, SB-LL2 (m) | 14e       | 1:04.68   |
| Colton Liddle  | Slalom, SB-LL2 (m)         | 12e       | 0:56.15   |
| Alex Massie    | Snowboardcross, SB-LL2 (m) | 11e       | 1:01.35   |
| Alex Massie    | Slalom, SB-LL2 (m)         | 10e       | 0:53.28   |
| Curt Minard    | Snowboardcross, SB-UL (m)  | 6e        | 1:02.08   |
| Curt Minard    | Slalom, SB-UL (m)          | 8e        | 0:54.67   |
|                |                            |           |           |
| Sandrine Hamel | Snowboardcross, SB-LL2 (v) | 5e        | 1:14.78   |
| Sandrine Hamel | Slalom, SB-LL2 (v)         | 5e        | 1:05.53   |
| Michelle Salt  | Snowboardcross, SB-LL1 (v) | 4e        | 1:15.93   |
| Michelle Salt  | Slalom, SB-LL1 (v)         | 5e        | 1:07.69   |

Andorra · Argentinië · Armenië · Australië · België · Bosnië en Herzegovina · Brazilië · Bulgarije · Canada · Chili · China · Denemarken · Duitsland · Finland · Frankrijk · Georgië · Griekenland · Groot-Brittannië · Hongarije · IJsland · Iran · Italië · Japan · Kazachstan · Kroatië · Mexico · Mongolië · Nederland · Nieuw-Zeeland · Noord-Korea · Noorwegen · Oekraïne · Oezbekistan · Oostenrijk · Polen · Roemenië · Servië · Slovenië · Slowakije · Spanje · Tadzjikistan · Tsjechië · Turkije · Verenigde Staten · Wit-Rusland · Zuid-Korea · Zweden · Zwitserland
Neutrale paralympische atleten